# Charles J. Epstein
Charles Joseph Epstein (* 3. September 1933 in Philadelphia; † 15. Februar 2011 in Tiburon, Kalifornien) war ein US-amerikanischer Genetiker und Professor an der University of California, San Francisco und im Verwaltungsrat des Buck Institute for Age Research. Er war Empfänger und Opfer einer Briefbombe des Unabombers.

## Leben
Epstein wurde 1933 als Sohn von Jacob und Frieda Epstein in Philadelphia geboren. Er graduierte 1955 Summa cum laude an der Universität Harvard im Fach Chemie. Dort lernte er seine Frau Lois Barth kennen, die er 1956 heiratete. 1959 graduierte er an der Harvard Medical School, Magna cum laude. Danach ging er zu Professor Arno Motulsky an der University of Washington und dem National Institutes of Health. 1967 zog Epstein nach San Francisco und begann an der University of California in San Francisco als Leiter der Abteilung für medizinische Genetik zu arbeiten. Er wurde 1972 Professor für Biochemie und Pädiatrie und 1997 zum Direktor des Humangenetikprogramms der UCSF ernannt.
Er hatte mit seiner Frau Lois vier Kinder: David, Paul, Jonathan und Joanna.
Am 22. Juni 1993 erhielt er eine Briefbombe, an seine Privatadresse, seine Tochter nahm die Post entgegen, übergab diese ihrem Vater und verließ den Raum. Die Briefbombe verletzte ihn schwer und hätte ihn fast getötet. Durch das Attentat verlor er teilweise sein Gehör, Teile mehrerer Finger an seiner rechten Hand, die Nerven im rechten Arm wurden geschädigt und wurden durch Transplantationen wieder hergestellt. Splitter der Bombe blieben in seinem Körper. Versender der Bombe war Theodore Kaczynski.
2011 starb er an Bauchspeicheldrüsenkrebs.

## Schaffen
- Er war ein führender Wissenschaftler im Bereich der Genetik. Nach ihm wurde das Epstein-Syndrom benannt.
- Er führte an den Kliniken in Kalifornien das Gen-Screening ein.
- Gewinner des William Allan Award 2001[5]
- 1996 war er Präsident der American Society of Human Genetics (ASHG).[3]
- 1987–1993 Chefredakteur The American Journal of Human Genetics (AJHG)[3]
- 2004 wurde Epstein in die American Academy of Arts and Sciences gewählt.[6]
- 2010 erhielt er den McKusick Leadership Award.[3]

## Werke
Epstein hat 500 Bücher und Aufsätze veröffentlicht oder war Mitherausgeber.